# Operatie Archery
Operatie Archery, ook bekend als de Vaagso Raid, was een commando-operatie in Noorwegen tijdens de Tweede Wereldoorlog. De operatie vond plaats in Vågsøy op 27 december 1941.
De geallieerde strijdkrachten bestonden uit 558 Britse en 12 Noorse commando's, ondersteund door de kruiser HMS Kenya en de vier torpedobootjagers HMS Onslow, HMS Oribi, HMS Offa en HMS Chiddingfold. De onderzeeboot HMS Tuna was in de buurt voor navigatieondersteuning. Daarnaast was er luchtsteun in de vorm van Royal Air Force-bommenwerpers en -jachtbommenwerpers.
De doelen van de geallieerden waren:
- het zuiveren van het gebied ten noorden van Måløy en het verdedigen tegen vijandelijke aanvallen.
- het innemen en zuiveren van Måløy.
- het uitschakelen van de vijand op het eilandje Moldøen.
- het uitschakelen van de vijandelijke versterking op Holvik ten westen van Måløy.

De centrale doelstelling was de vernietiging van de aanwezige vis- en visoliefabrieken en voorraden om te voorkomen dat de Duitsers ze gebruikten voor de productie van hoog explosief materiaal.

## Operatie
De operatie begon bij dageraad met een beschieting vanaf de schepen op de vijandelijke doelen. Alle doelen, op een na, werden bereikt volgens plan. In de stad Maløy was de tegenstand sterker dan verwacht. Dit had te maken met het feit dat een ervaren eenheid Gebirgsjäger van het Oostfront daar op verlof was. Het leidde tot huis-aan-huis-gevechten, wat commandant John Durnford-Slater noopte tot inzet van de reservetroepen en de manschappen die elders op Vågsøy ingezet waren. Daarnaast hielp een aantal Noorse burgers met het aanvoeren van munitie en het wegdragen van de gewonden.
In de middag bliezen de geallieerde commando's de aftocht.

## Resultaten
In totaal vielen er 22 doden en 57 gewonden aan de geallieerde zijde. De Britse commando's verloren 17 man, de Royal Navy 4 man en de Noorse commando's verloren hun commandant Martin Linge. De Royal Air Force verloor 4 vliegtuigen. Aan de Duitse zijde vielen ongeveer 120 doden en werden 98 krijgsgevangenen gemaakt. Ook werden verschillende Noorse collaborateurs, Quislings, gevangengenomen en gingen 77 Noorse vrijwilligers mee voor het Vrije Noorse Leger.
Vier fabrieken, een aantal munitie- en brandstofdepots, de telefooncentrale, de vuurtoren bij Seternes en diverse militaire installaties werden vernietigd. Door de strijd ging een groot deel van de stad in vlammen op. De marine bracht tien schepen tot zinken. Bij deze aanval werd een intacte Enigma-machine met bijbehorende codes buitgemaakt.
De operatie had een zodanige omvang dat Adolf Hitler direct besloot 30.000 extra soldaten naar Noorwegen te sturen en de kust- en binnenlandse verdedigingswerken te versterken. Verder besloot hij de Kriegsmarine met de slagkruisers Gneisenau en Scharnhorst in Noorse wateren te stationeren. Hitler dacht tot het eind van de oorlog dat de geallieerden Noord-Noorwegen zou binnenvallen om zo Zweden en Finland te dwingen om zich aan te sluiten bij de geallieerden.